# Les Quatre-Routes-du-Lot
Les Quatre-Routes-du-Lot foi uma antiga comuna francesa na região administrativa de Occitânia, no departamento de Lot. Estendia-se por uma área de 2,80 km². Em 2010 a comuna tinha 1 035 habitantes (densidade: 369,6 hab./km²).
Em 1 de janeiro de 2019, ela foi incorporada ao território da nova comuna de Le Vignon-en-Quercy.

## Demografia
| 1901 | 1906 | 1911 | 1921 | 1926 | 1931 | 1936 | 1946 | 1954 |
| ---- | ---- | ---- | ---- | ---- | ---- | ---- | ---- | ---- |
| -    | -    | -    | 512  | 514  | 546  | 556  | 619  | 623  |

| 1962 | 1968 | 1975 | 1982 | 1990 | 1999 | - | - | - |
| --- | ---- | ---- | ---- | ---- | ---- | - | - | - |
| 630 | 617  | 671  | 632  | 588  | 580  | - | - | - |
| Para os censos de 1962 a 2006 a população legal corresponde à popolução sem duplicidades, segundo define o INSEE. |      |      |      |      |      |   |   |   |